# Mechowbach
Der Mechowbach ist ein rechter Zufluss des Lychener Gewässers, das seinerseits von links in die obere Havel mündet. Er bildet zunächst die Grenze zwischen Mecklenburg-Vorpommern und Brandenburg, der Unterlauf liegt ganz in Brandenburg.

## Verlauf und Gewässernetz
Vom Ausfluss aus dem Krüselin bei der Krüseliner Mühle bis zur Mündung in den Großen Küstrinsee der Lychener Gewässer ist der Bach 5,445 km lang, jedoch kommt ein großer Teil seines Wassers definitiv vom hinteren Ende des 1,72 km langen Krüselinsees. Dorthin sickert das Grundwasser aus dem nur vierhundert Meter entfernten Dreetzsee, dessen Wasserspiegel annähernd zehn Meter höher liegt. Auf diesem Weg, der den natürlichen Abfluss der Feldberger Seen bildet, geben diese zeitweise mehr Wasser ab als über die zur Hochwasserentlastung künstlich angelegte Isernpurt.
Als Grenzbach fließt der Mechowbach durch den Kleinen und den Großen Mechowsee. Er verlässt die Grenze beim Mühlenteich der Kolbatzer Mühle und passiert kurz vor seiner Mündung in den Großen Küstrinsee noch die Schreibermühle.
Außer den Seen in seinem Verlauf entwässert der Mechowbach noch weitere Seen: Ein Graben führt aus den Rohrpöhlen durch Goschsee und Weutschsee zum Großen Mechowsee. Der Torgelowseevorfluter fließt durch den Krummensee und Aalsee und mündet in den untersten Kilometer des Mechowbachs. Weitere Seen geben ihr Wasser durch das Grundwasser ab.

## Name
In den meisten Landkarten trägt der Bach den Namen Mechowbach bisher nur als Grenzbach,  danach den Allerweltsnamen Mühlenbach. Der zuständige Wasser- und Bodenverband Uckermark–Havel nennt ihn jedoch in ganzer Länge Mechowbach.